# 4 січня
4 січня — 4-й день року в григоріанському календарі. До кінця року залишається 361 день (362 дні — у високосні роки).

## Свята і пам'ятні дні

### Міжнародні
- ООН: Всесвітній день азбуки Брайля[1]

### Національні
- М'янма: День Незалежності.
- США: День спагеті.

### Неофіційні
- День народження Ісаака Ньютона.

### Релігійні

#### Західне християнство
- Одинадцятий день із Дванадцяти Днів Різдва;
- Пам'ять святих Анджели Фоліньйоської, Елізабет Анни Сетон, Мавіла[en], Ріґобера[en], Фараїлди[en], Ферреола з Юзеса[en].

#### Східне християнство[2]
- Собор 70-х апостолів;
- Пам'ять преподобних Феоктиста Кукума Сикелійського та Ахили Києво-Печерського;
- Пам'ять святителя Євстафія І Сербського;
- Пам'ять преподобномученика Зосими та мученика Атанасія Комментарісія.

## Іменини
✝  Католицькі: Анджела, Анна, Елізебет, Мавіл, Ріґобер, Фараїлда, Ферреол.
✙ Православні: Агав, Акіла, Олександр, Аллма, Алфей, Амплій, Ананія, Андронік, Апеллій, Аполлос, Аристарх, Арістул, Артема, Архіпп, Асинкріт, Асон, Афанасій, Ахаїк, Ахіла, Варнава, Варсава, Гаій, Діонісій, Євод, Євстафій Євфимій, Епафрас, Епафродит, Епенет, Ераст, Єрма, Єрмій, Зіна, Зосима, Иродіон, Йосія, Йосип, Карп, Кесарій, Кіфа, Клеопа, Климент, Кодрат, Кріскент, Крісп, Куарт, Лін, Лука, Лукій, Марк, Наркісс, Ніканор, Микола, Олімпасій, Онисім, Онисіфор, Павло, Пармен, Патрів, Прохор, Пуд, Родіон, Руф, Сила, Силуан, Симеон, Сосипатр, Сосфен, Стахій, Степан, Тертій, Тімон, Тимофій, Тіт, Тихік, Трохим, Великий, Урван, Тадей, Феоктист, Філімон, Філіп, Філолог, Флегонт, Фортунат, Хрісанф, Юст, Яків, Ясон.

## Події
- 1493 — Христофор Колумб, відкривши Америку, попрямував назад до Іспанії.
- 1494 — у Цетинє (сучасна Чорногорія) виданий звід православних пісень «Осмогласник» — перша книга в південнослов'янських державах, надрукована кирилицею.
- 1873 — у Львові засновано Літературне товариство імені Тараса Шевченка.
- 1885 — у штаті Айова доктор Вільям Грант провів першу у світі успішну операцію з видалення апендикса.
- 1912 — Місяць опинився на найкоротшій відстані від Землі в XX сторіччі (348 249 км).
- 1914 — після викрадення, що сталося 1911 року, картина Леонардо да Вінчі «Мона Ліза» повернулася до Лувру.
- 1919 — Рада Східної Галичини ухвалила рішення про приєднання до України.
- 1919 — Українська Центральна Рада заборонила обіг в Україні російських, німецьких і австрійських грошей.
- 1936 — «Billboard» надрукував перший чарт, незабаром цей чарт одержав статус офіційного всеамериканського хіт-параду.
- 1943 — американський журнал «Тайм» підбив підсумки 1942 року і назвав «людиною року» Сталіна.
- 1948 — після понад 60 років британської окупації Бірма (нині М'янма) проголошує незалежність і стає незалежною федеративною республікою. Главою уряду обрано У Ну, що виконував обов'язки прем'єр-міністра в перехідному уряді.
- 1951 — Війна в Кореї: війська КНДР за підтримки китайців повторно взяли Сеул
- 1954 — Елвіс Преслі записав свої перші пісні.
- 1958 — після 92 днів перебування в космосі увійшов в атмосферу й згорів перший штучний супутник Землі «Спутник 1» — перший зроблений людиною космічний об'єкт.
- 1959 — Луна-1 стає першим космічним апаратом, який досяг другої космічної швидкості, наблизився до Місяця й вийшов на геліоцентричну орбіту.
- 1970 — учасники гурту «The Beatles» востаннє спільно зібрались на студії для запису пісні «Let It Be».
- 1985 — в одній з клінік північного Лондона народилася дівчинка в місіс Коттон — першої у світі сурогатної матері.
- 1991 — гурт «Nirvana» підписав контракт із компанією «Geffen».
- 1992 — Албанія та Узбекистан визнали незалежність України.
- 1992 — Україна встановила дипломатичні відносини з Польщею, Естонією та Китаєм.
- 2004 — Марсохід «Спіріт» здійснив посадку на Марсі.
- 2004 — після «революції троянд» у Грузії відбулися президентські вибори. Понад 96 % громадян підтримали Михаїла Саакашвілі.
- 2004 — марсохід «Спіріт» здійснив посадку на Марсі.
- 2007 — Ненсі Пелосі обрана першою в історії США жінкою-спікером Палати представників.
- 2010 — відкрито найвищий хмарочос у світі — Бурдж Дубай (нині Бурдж Халіфа).

## Народились
Дивись також Категорія:Народились 4 січня
- 1643 — Ісаак Ньютон, англійський фізик, математик, астроном, філософ, теолог.
- 1710 — Джованні Баттіста Пергоглезі, італійський композитор.
- 1784 — Франсуа Руд, французький скульптор, автор скульптур на Тріумфальній Арці в Парижі.
- 1785 — Якоб Грімм, німецький філолог, один із відомих братів-казкарів.
- 1797 — Вільгельм Бер, німецький астроном, який склав першу карту Місяця.
- 1809 — Луї Брайль, французький тифлопедагог, розробив рельєфно-крапковий шрифт для сліпих, що використовується і дотепер.
- 1837 — Павло Житецький, український філолог, педагог та громадський діяч.
- 1857 — Еміль Коль, французький аніматор, режисер, сценарист, оператор. Увійшов в історію кінематографа та мультиплікації як творець графічної анімації.
- 1875 — Василь Ян, письменник, мандрівник українського походження, автор відомих історичних романів «Чингіз-хан», «Батий», «До „останнього“ моря» (†1954).
- 1897 — Чень Чен, китайський військовик і політик, очолював уряд Республіки Китай.
- 1931 — Геннадій Баукін, український артист балету, педагог, заслужений артист України.
- 1931 — Алла Домарацька-Сметана, український хоровий диригент, заслужений працівник культури України.
- 1949 — Тамара Нетикса — радянська розвідниця-нелегал, полковник Служби зовнішньої розвідки у відставці.
- 1956 — Бернард Самнер, гітарист відомих гуртів «Joy Division» і «New Order».
- 1960 — Майкл Стайп, вокаліст і автор пісень американського гурту «R.E.M».
- 1962 — Робін Гатрі, англійський музикант-мультиінструменталіст, композитор, засновник гурту «Cocteau Twins».
- 1963 — Тілль Ліндеманн, лідер німецького рок-гурту «Rammstein».
- 1965 — Джулія Ормонд, англо-американська акторка.
- 1965 — Бет Гіббонс, вокалістка бристольського електронного гурту «Portishead».
- 1972 — Джон Хайро Руїс, американський боксер-професіонал, чемпіон світу в суперважкій ваговій категорії (версія WBA) у 2001—2003 і 2004—2005 роках.
- 1985 — Григорій Ярмаш, український футболіст. Захисник полтавської «Ворскли» та збірної України. Володар Кубка України 2009 року.
- 1986 — Кирило Буданов, український військовий діяч, чинний начальник Головного управління розвідки Міністерства оборони України (з 5 серпня 2020 року), Герой України.
- 1987 — Сергій Приймак, український фізик-матеріалознавець, дослідник фулеренів і нанотрубок.
- 2005 — Дафні Кін, британо-іспанська актриса.

## Померли
Дивись також Категорія:Померли 4 січня
- 1108 — Гертруда Польська, польська принцеса, дружина Великого князя Київського Ізяслава Ярославича; найдавніший польський письменник, відомий на ім'я.
- 1782 — Анж Жак Ґабріель, французький архітектор, один з основоположників і найбільших майстрів французького класицизму XVIII ст.
- 1807 — Григорій Соболевський, лікар-ботанік і фармаколог.
- 1845 — Луї Леопольд Бойль, французький живописець і гравер.
- 1880 — Едвард Вільям Кук, англійський маляр-мариніст і графік.
- 1901 — Ізидор Шараневич, український історик і громадський діяч, професор Львівського Університету, дійсний член АН у Кракові, один із фундаторів Національного музею у Львові.
- 1938 — Микола Макаренко, — український археолог і мистецтвознавець. Жертва сталінського терору. Страчений окупаційною владою через відмову підписати акт на знесення Михайлівського Золотоверхого монастиря.
- 1941 — Анрі Бергсон, французький філософ, лауреат Нобелівської премії з літератури за 1927 рік.
- 1960 — Альбер Камю, французький романіст, філософ, публіцист, лавреат Нобелівської премії з літератури.
- 1961 — Ервін Шредінгер, австрійський фізик, один із творців квантової механіки, лавреат Нобелівської премії з фізики (1933)
- 1965 — Томас Стернз Еліот, американський поет, драматург і літературний критик.
- 1986 — Філ Лайнотт, лідер (вокаліст та басист) ірландського гурту «Thin Lizzy».
- 1991 — Саньмао, тайванська письменниця 1970—1980-х років.
- 1998 — Переяславець Валентина Олександрівна, балерина, педагог.
- 2004 — Джоан Делано Айкен, англійська поетеса, письменник-романіст.
- 2005 — Гай Матісон Девенпорт, американський письменник, перекладач, поет, есеїст, художник. Перша збірка оповідань Гая Девенпорта «Татлін!: Шість історій» («Tatlin!: Six Stories») з ілюстраціями автора вийшла в 1974.
- 2010 — Цутому Ямаґуті, хібакуся, єдиний японець, чиє перебування в Хіросімі й Нагасакі під час бомбардувань цих міст офіційно визнав японський уряд.
- 2011 — Джеррі Рафферті, британський, шотландський співак гітарист, клавішник, композитор, автор текстів, продюсер.
- 2012 — Єва Арнольд, американська фотограф і фотожурналіст.
- 2016 — Мішель Галабрю, французький актор театру і кіно.